# Synagoga w Radziłowie
Synagoga w Radziłowie – nieistniejąca drewniana bożnica znajdująca się w Radziłowie.

## Historia
Synagoga została zbudowana w XVII wieku, a spalona w czasie II wojny światowej. Nie została odbudowana. Obecnie na jej terenie znajdują się budynki gospodarcze, pod którymi znajduje się kamień węgielny synagogi.